# اپنبرگ
اپنبرگ (به آلمانی: Eppenberg) یک شهر در آلمان است که در کوخم-تسل واقع شده‌است. اپنبرگ ۲۴۸ نفر جمعیت دارد.